# Transtusa
Transtusa (abreviatura de Transportes Turrialba S.A.) es una empresa costarricense de transporte que presta servicios de autobuses en la ciudad de Cartago, desde el 12 de abril de 1978. Cuenta con dos rutas interprovinciales. Sus unidades son de color rojo y naranjo. No obstante, Transtusa consistía en prestar y abordar el servicio de transportes del Cantón de Turrialba a San José y viceversa, y de Turrialba - Siquirres y viceversa, lo cual se logró a partir del año 1985 bajo la modalidad de Permiso, con la asignación de las rutas número 302 Turrialba - San José y viceversa y 702 Turrialba - Siquirres y viceversa.